# Galagoides orinus
Il galagone degli Uluguru (Galagoides orinus (Lawrence & Washburn, 1936)) è un primate strepsirrino della famiglia dei Galagidi.

## Descrizione

### Dimensioni
Misura fino a 30 cm, con la coda leggermente più lunga del corpo.

### Aspetto
Il pelo è bruno-rossiccio sul dorso e giallastro nella zona ventrale.

## Biologia
Si tratta di animali notturni, che durante il giorno dormono in nidi che essi stessi costruiscono oppure ottengono riciclando nidi abbandonati di uccelli tessitore: in ogni nido possono dormire più esemplari, anche se sono le femmine ad essere più sociali, mentre i maschi tendono a rimanere solitari. Al calar delle tenebre, questi animali si svegliano, dedicano del tempo alle pulizie ed al grooming, e poi ogni esemplare va per conto proprio in cerca di cibo, che consiste principalmente in invertebrati, ma comprende anche una buona quantità di frutta.

## Distribuzione e habitat
La specie è endemica delle foreste dei Monti dell'Arco Orientale in Kenya e Tanzania.